# Кост, Кристиан
Кристиан Кост (фр. Christian Coste; род. 23 февраля 1949, Франция) — французский футболист, выступавший на позиции нападающего, а также тренер и спортивный комментатор.

## Клубная карьера
Начинал свою профессиональную карьеру в клубе «Сет», с которым провёл два сезона своей карьеры.
В декабре 1973 года Кристиан Кост был нанят руководством «Лилля», а подписал свой первый профессиональный контракт он в возрасте 25 лет.
В конце сезона 1973—1974 команда выиграла чемпионский титул и была переведена из второго дивизиона в первый.
Кост остался в команде «Лилль», которая оставалась в первом дивизионе в течение двух сезонов. В январе 1977 года он получил травму колена, из-за которой покинул поле. Кост покинул клуб, но считает, что период с «Лиллем» был «самым приятным периодом в его карьере».
Последние три года своей карьеры провёл в клубах «Реймс» и «Нант».

## Карьера в сборной
В сезоне 1974—1975 Кост показал хорошие результаты в игре за «Лилль» и был вызван в сборную Франции. В своём же первом матче Кост забил гол в игре против сборной Польши.
В дальнейшем Кост провёл 4 матча за сборную, в которых смог забить свой второй гол.

## Тренерская карьера
Как тренер тренировал ряд клубов во Франции и Швейцарии. В 1985 году после отставки Жоржа Пьероша возглавил ПСЖ и оставался во главе команды до прихода Жерара Улье. Он вывел парижан в финал национального кубка. Он оставался в клубе до 1987 года в качестве помощника Улье.
С 2000 года Кост являлся техническим директором Федерации футбола Габона, отвечая за тренерскую подготовку по всей стране. В 2002 году он также был тренером женской сборной во время чемпионата Африки 2002.